# Сыздыкова, Эльмира Ануарбековна
Эльми́ра Ануарбе́ковна Сызды́кова (каз. Эльмира Әнуарбекқызы Сыздықова; род. 5 февраля 1992, Северо-Казахстанская область, Казахстан) — казахстанская спортсменка, заслуженный мастер спорта РК, борец вольного стиля, призёр летних Олимпийских игр 2016, неоднократная призёр чемпионатов Азии и множеств международных турниров. На сегодняшний день в мировом рейтинге занимает четвёртое место

## Биография
Происходит из рода Карауыл племени аргын.
- Чемпионка Азии среди кадетов — 2008
- Серебряный призёр чемпионата Азии среди кадетов — 2009
- Бронзовый призёр чемпионата Азии среди юниоров — 2010
- Бронзовый призёр чемпионата мира среди юниоров — 2011
- Чемпионка Азии среди юниоров — 2012
- Серебряный призёр международного турнира серии Голден Гран-при — 2013
- Бронзовый призёр чемпионата Азии — 2014,
- Обладательница золотой медали Гран-при Монголия Оупен
- Серебряный призёр чемпионата Азии 2015
- Обладательница золотой медали Гран-при И.Ярыгина 2016
- Серебряный призёр чемпионата Азии — 2016
- Бронзовый призёр Голден Гран- при Баку −2016
- Бронзовый призёр 55 международного турнира класса «А» «Дан Колов — Никола Петров» 2017
- Пятое место чемпионат мира Париж 2017
- Бронзовый призёр гран-при Испании 2017
- Серебряный призёр закрытых азиатских игр 2017 Ашхабад
- Чемпион Казахстана 2018 Шымкент
- Бронзовый призёр чемпионата Азии Бишкек
- Обладательница золотой медали рейтингового турнира гран-при Монголия open 2018
- Бронзовый призёр Гран-при Испании 2018
- Бронзовый призёр летних Азиатских игр 2018 Индонезия Джакарта
- Бронзовый призёр гран-при Александр Медведь 2023[2].